# Scala Santa (Campli)
La Scala Santa di Campli è un edificio di culto cattolico, costruito nella seconda metà del XVIII secolo, nell'omonima cittadina abruzzese. La fabbrica si eleva addossata a un fianco longitudinale della Chiesa di San Paolo, all'interno del tessuto urbano del paese, in provincia di Teramo, nel territorio compreso tra le valli dei torrenti Fiumicino e Siccagno.
Secondo la religione cristiana, è possibile ottenere l'indulgenza pregando e salendo in ginocchio i 28 gradini di legno d'ulivo che compongono la scalinata che conduce alla cappellina del Sancta Sanctorum.

## Storia

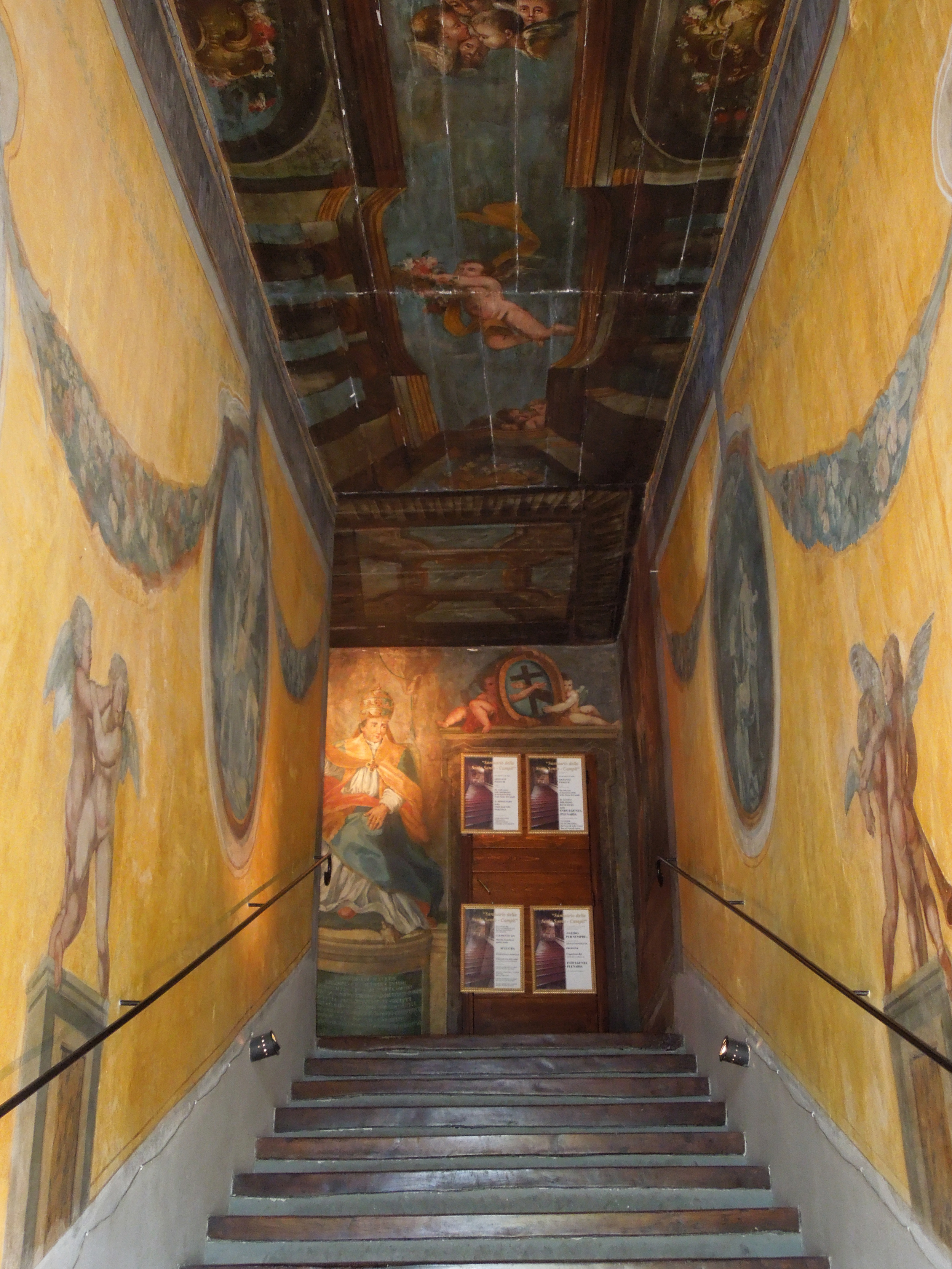
Scala Santa, gradini di discesa.

Niccola Palma, storico e presbitero teramano, citando le fonti documentali dell'istituzione della Santa Scala di Campli, narra, ricostruisce e tramanda le origini di questo luogo di culto. Attribuisce l'acquisizione del privilegio pontificio dell'erezione della fabbrica devozionale della cittadina dei Farnese al paziente e costante interesse di un avvocato camplese, Giampalma Palma, cui era stato conferito il titolo di priore della Confraternita delle Sante Stimmate di San Francesco d'Assisi.
Costui coinvolse ed impegnò, nel perseguimento del suo intento di creare un particolare luogo sacro che desse lustro al borgo, il cardinale Andrea Corsini, protettore dell'Arciconfraternita delle Stimmate di Roma. Entrambi si adoperarono, mediante un'intensa attività diplomatica, al fine di ottenere il breve apostolico, emanato da papa Clemente XIV, il 21 gennaio 1772, «munito di Regio exequatur nel dì 6 aprile», col quale il medesimo papa concedeva ufficialmente, nel terzo anno del suo pontificato, a Campli lo stesso privilegio dell'Indulgenza plenaria appartenente alla Scala Santa di Roma. Il testo del breve disponeva ed individuava il luogo dell'ubicazione e della costruzione, attiguo alla chiesa di San Paolo, chiesa in precedenza dedicata alla Madonna dei sette dolori. Il documento pontificio assegnava, inoltre, l'incarico di designare i giorni legati all'indulgenza all'Ordinario. Monsignor De Dominicis fissò come date di riferimento: «la terza domenica dopo Pasqua, il martedì della Pentecoste, la terza domenica di settembre e l'ultima di ottobre.» L'elevato numero di fedeli giunti a Campli per queste ricorrenze rese necessario un ulteriore intervento presso la Santa Sede al fine di estendere anche ad altri giorni la possibilità di ottenere l'indulgenza. Papa Pio VI, mediante un rescritto, datato 17 dicembre 1776, incluse i giorni «dai primi vesperi de’ sabati precedenti le tre domeniche, fino a tutto il lunedì: e per la Pentecoste, dai primi vesperi del sabato fino alla sera del martedì». Giovanni Paolo II, il 14 gennaio 2002, ha promulgato la bolla papale in cui, riconfermando le date precedenti, riconosceva l'Indulgenza anche ai fedeli che visiteranno la Santa Scala di Campli in tutti i venerdì di Quaresima.
La Scala Santa di Campli è stata costruita negli anni compresi tra il 1772 ed il 1776, benedetta ed aperta al culto nel mese di maggio del 1776. Nel corso del tempo è stata chiusa per alcuni decenni e riaperta alle visite nel mese di settembre dell'anno 1995, dopo aver beneficiato di un accurato restauro conservativo.

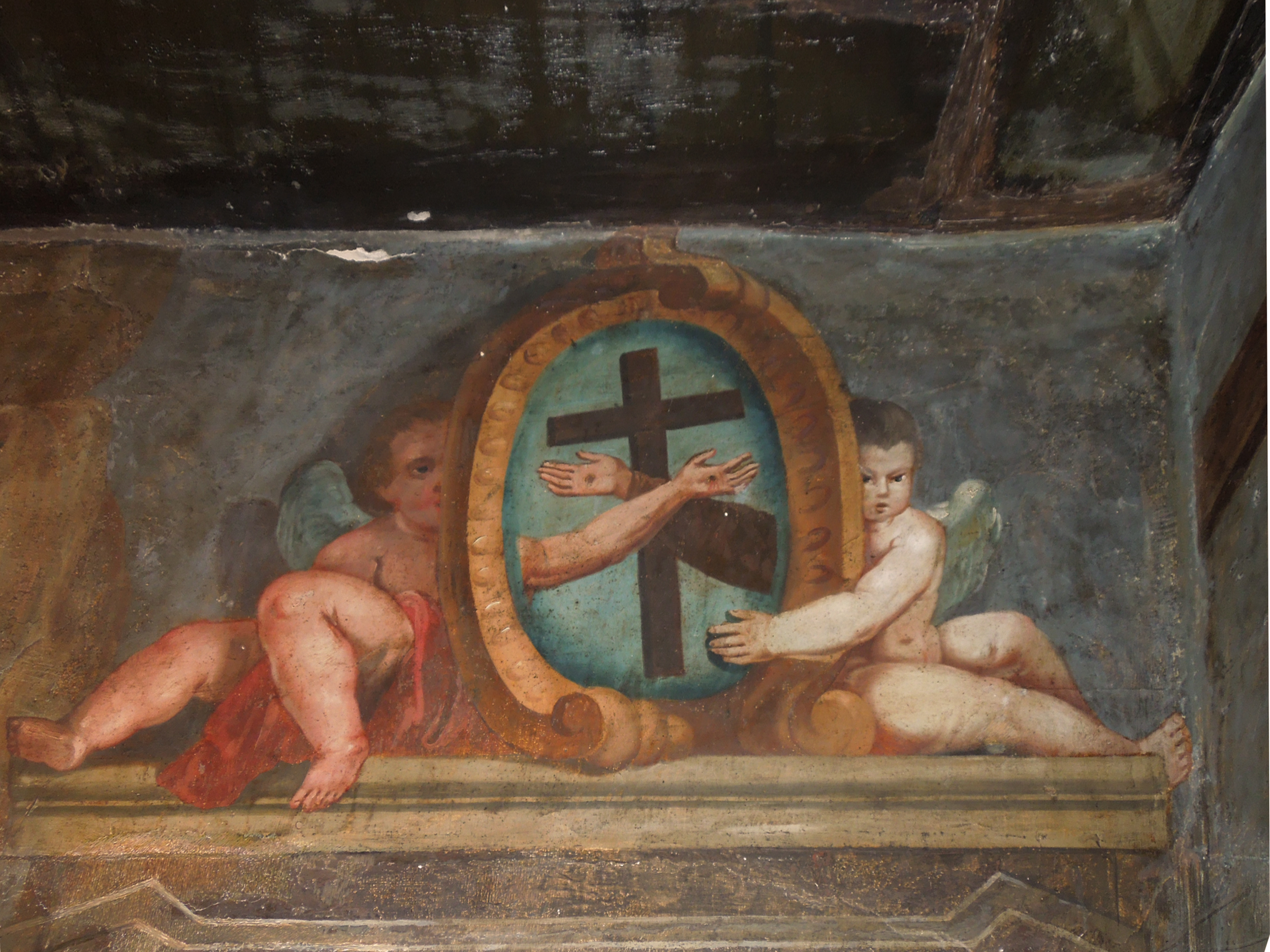
Stemma della Confraternita delle Sante Stimmate di San Francesco d'Assisi
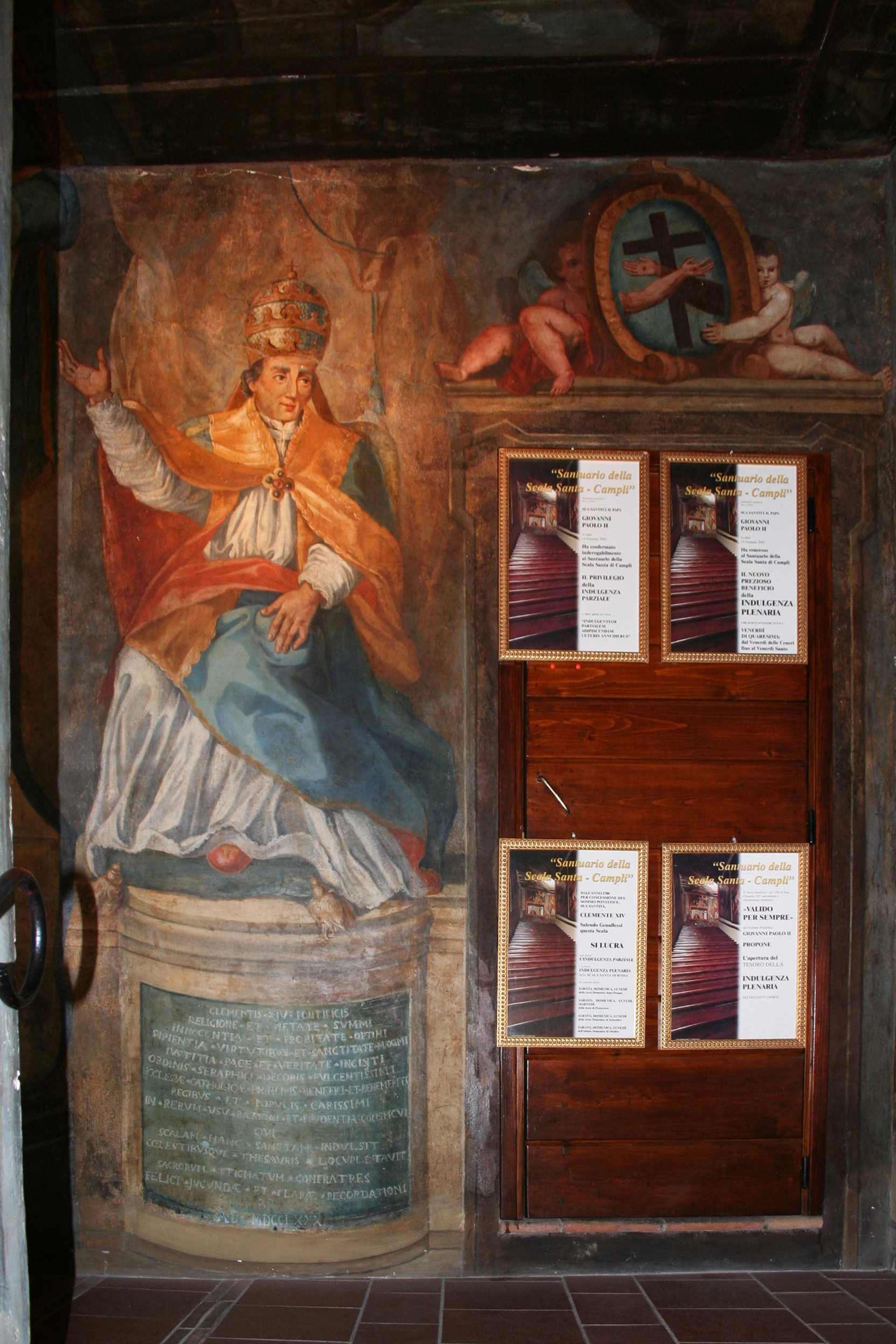
Dipinto dell'effigie di papa Clemente XIV
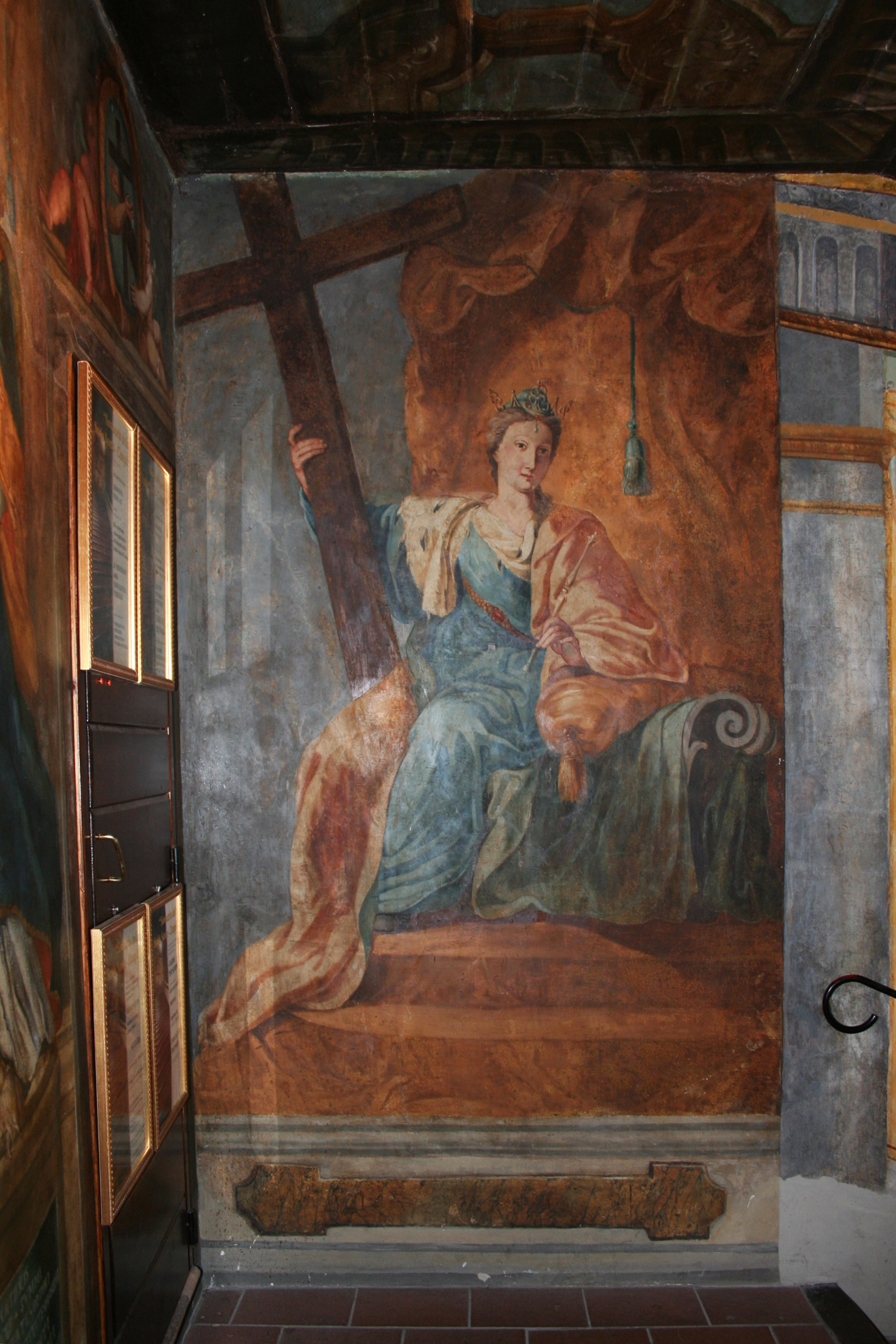
Ritratto di sant'Elena imperatrice

## Architettura
L'edificio della Scala Santa sviluppa un'altezza più modesta rispetto a quella della chiesa medioevale dedicata a san Paolo, cui è addossata. La facciata, in mattoni e pietre, conclusa a coronamento orizzontale, è aperta da due portali e da due finestre. Il portale che introduce al vano con i gradini in legno d'ulivo proviene dal convento di Sant'Onofrio e presenta lavorazioni a punta di diamante.
Il modello dell'impianto interno della costruzione è assimilabile a quello lateranense, con 2 rampe di scale che si raccordano su un unico pianerottolo dove si trova la grata che consente di vedere all'interno dell'ambiente del Sancta Sanctorum. Nella piccola cappella vi sono l'altare dedicato al Salvatore, reliquie di martiri e santi custodite in reliquiari di scuola napoletana, due stauroteche con due frammenti della croce di Cristo ed una tela che riproduce l'effigie di san Francesco d'Assisi. 
Sulle pareti del pianerottolo due affreschi ricordano le figure di papa Clemente XIV e di sant'Elena imperatrice, madre dell'imperatore Costantino I, che stringe tra le mani una grande croce. Secondo una leggenda medioevale la sovrana, durante un suo viaggio in Terra santa, avrebbe trovato e trasportato a Roma la scala che salì Gesù per arrivare al cospetto di Ponzio Pilato.

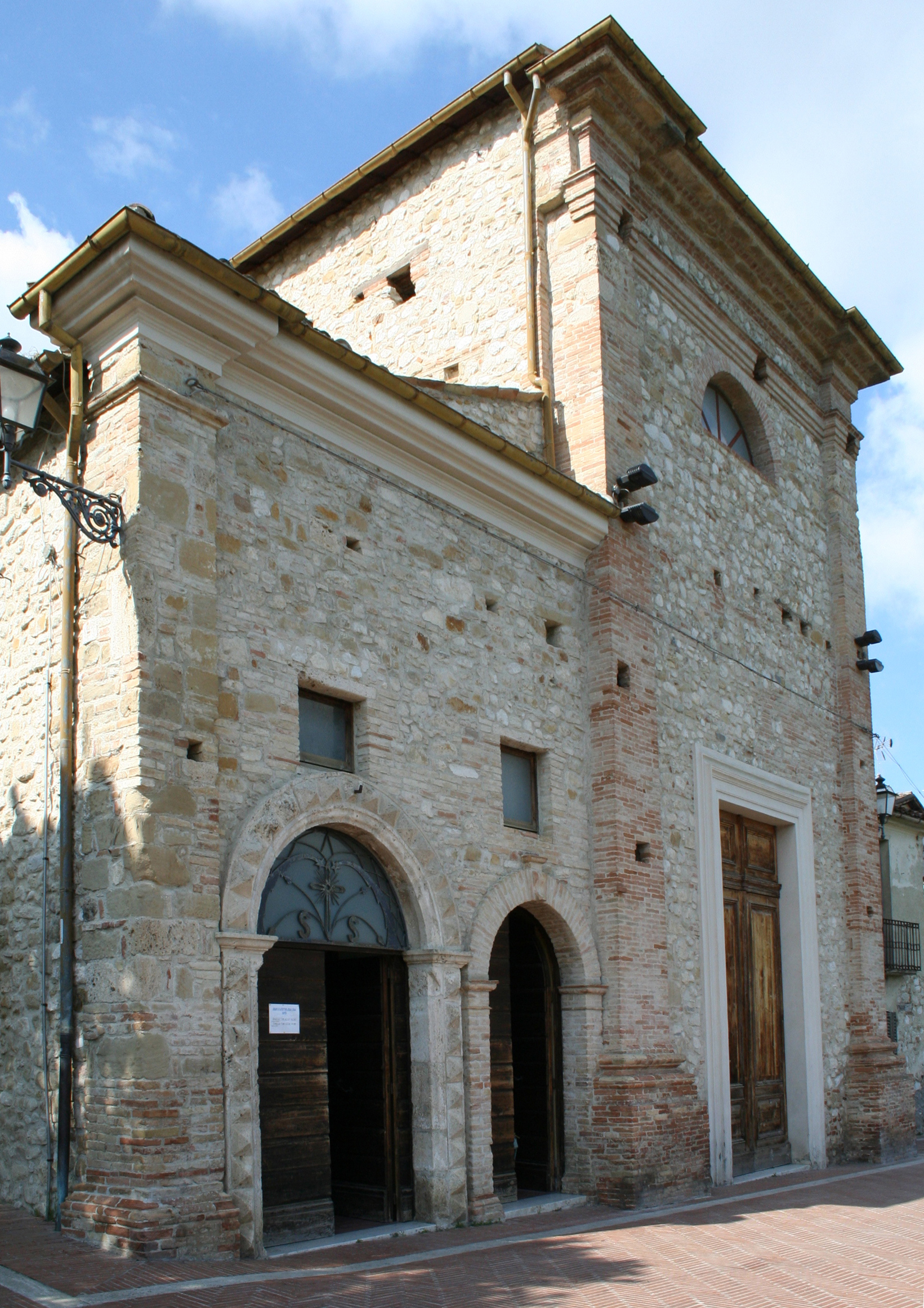
Facciata
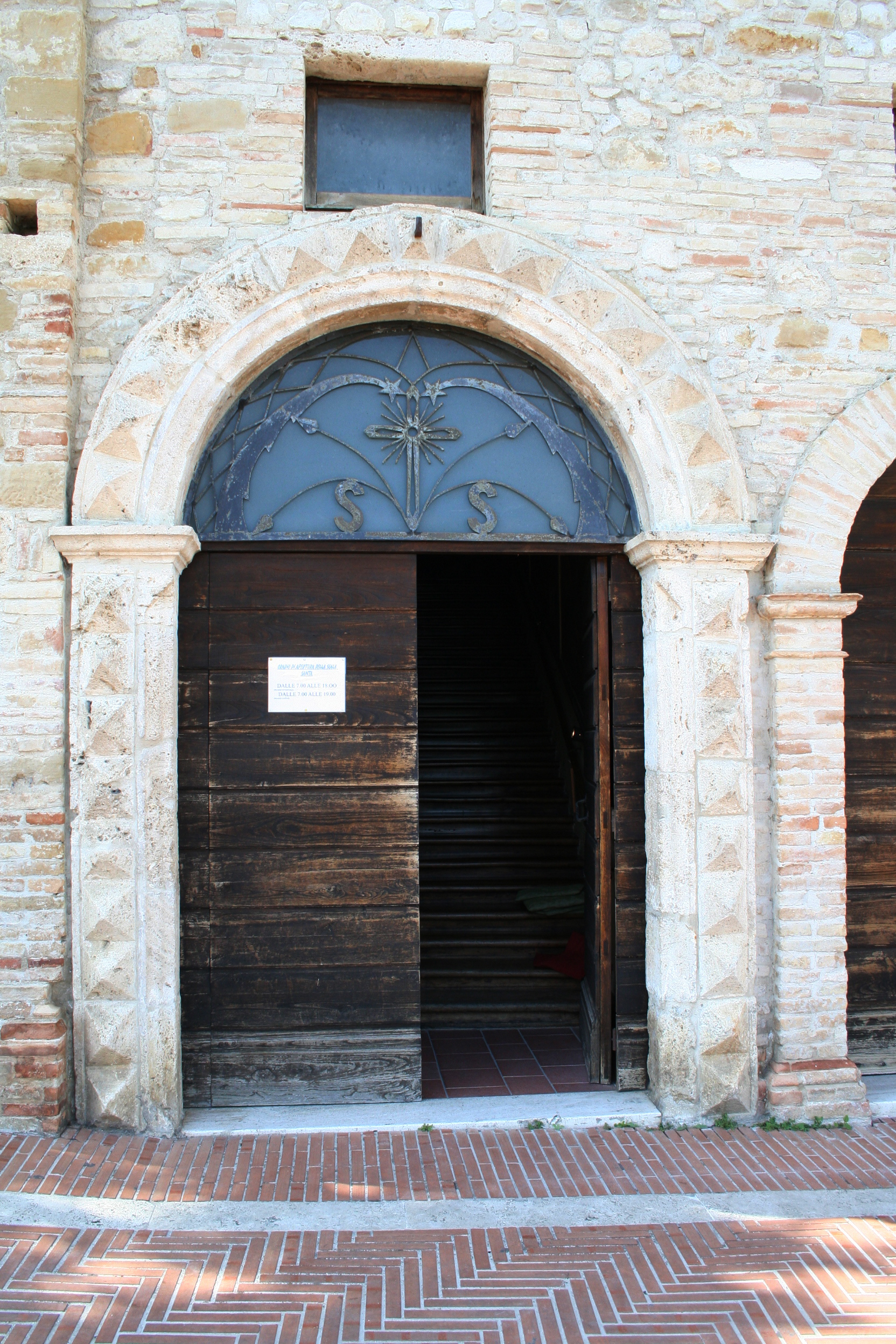
Portale a bugne di diamante

### Dipinti
Le pareti della Scala di ascesa sono riccamente decorate da 6 grandi tele dipinte, tra il Seicento ed il Settecento, da Vincenzo Baldati con scene della Passione di Cristo, sovrastate da un soffitto ligneo decorato con angeli che sorreggono una croce e gli altri simboli del martirio di Gesù.

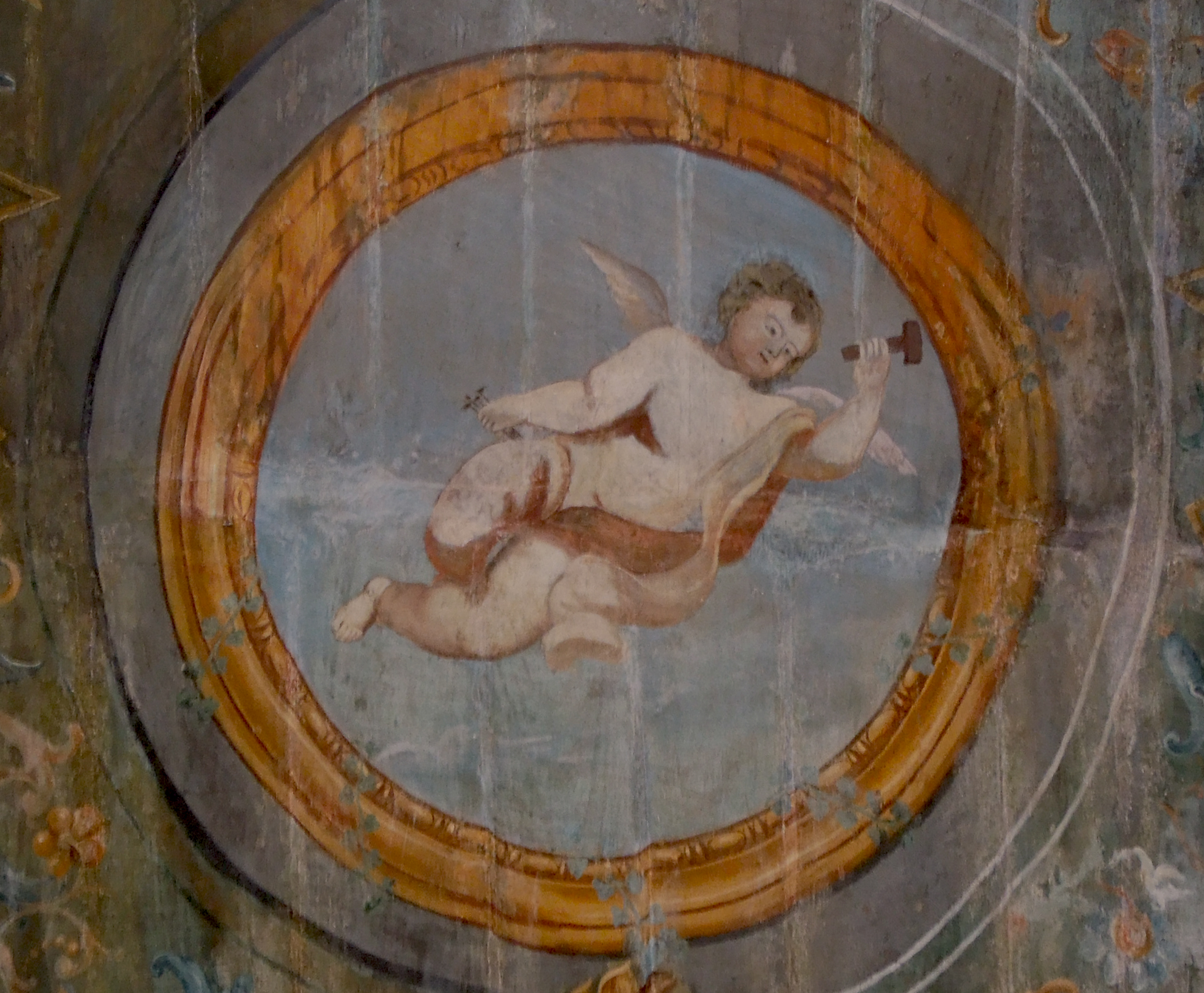
Angelo con martello e chiodi
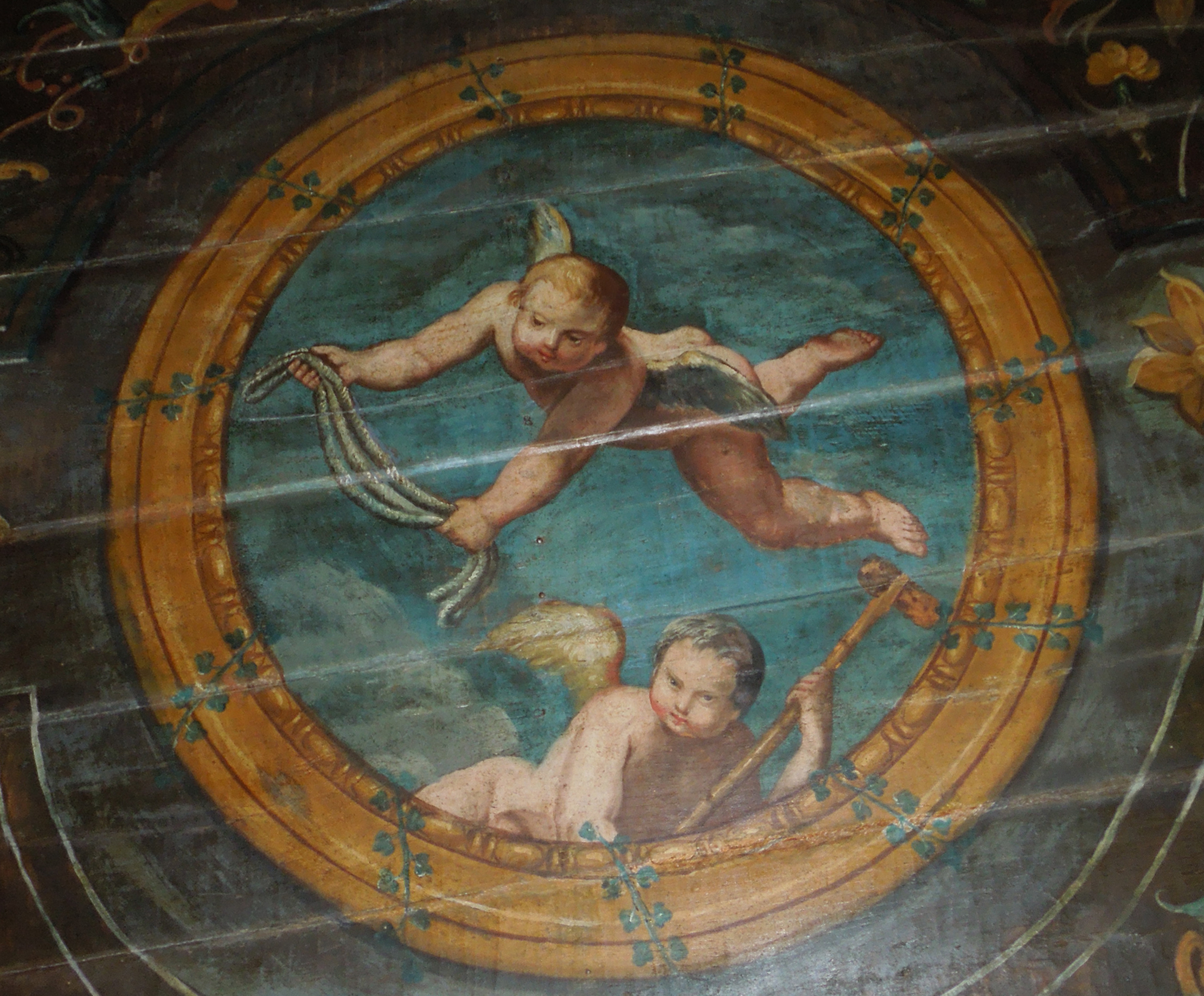
Angeli con funi e spugna imbevuta d'aceto
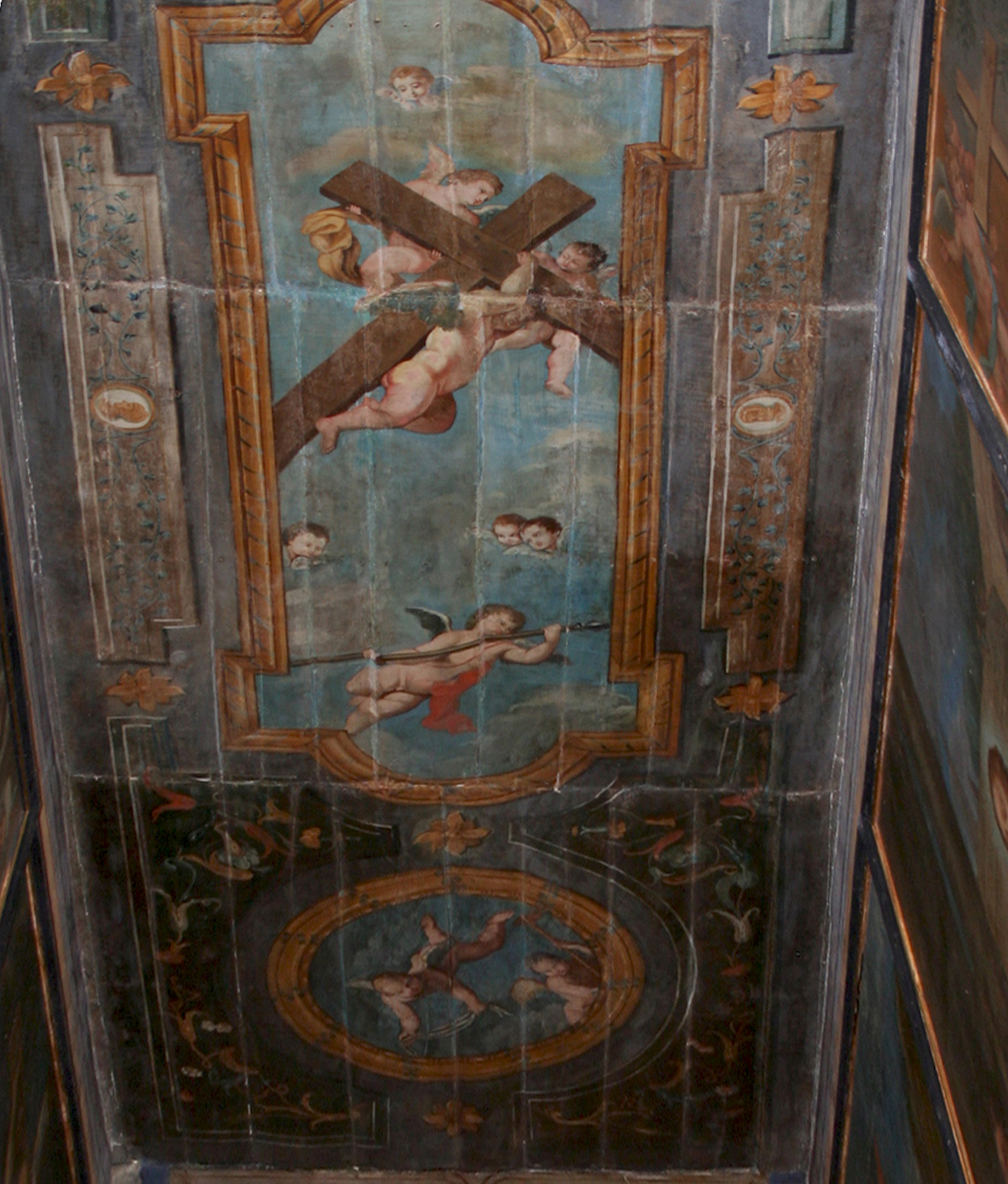
Angeli con la croce

Le mura che fiancheggiano la Scala di discesa sono colorate a tinte chiare e decorate con medaglioni che riproducono scene della Resurrezione di Cristo, raccordate da festoni di fiori e coppie di angeli festanti. Il soffitto ligneo accoglie immagini di angeli.

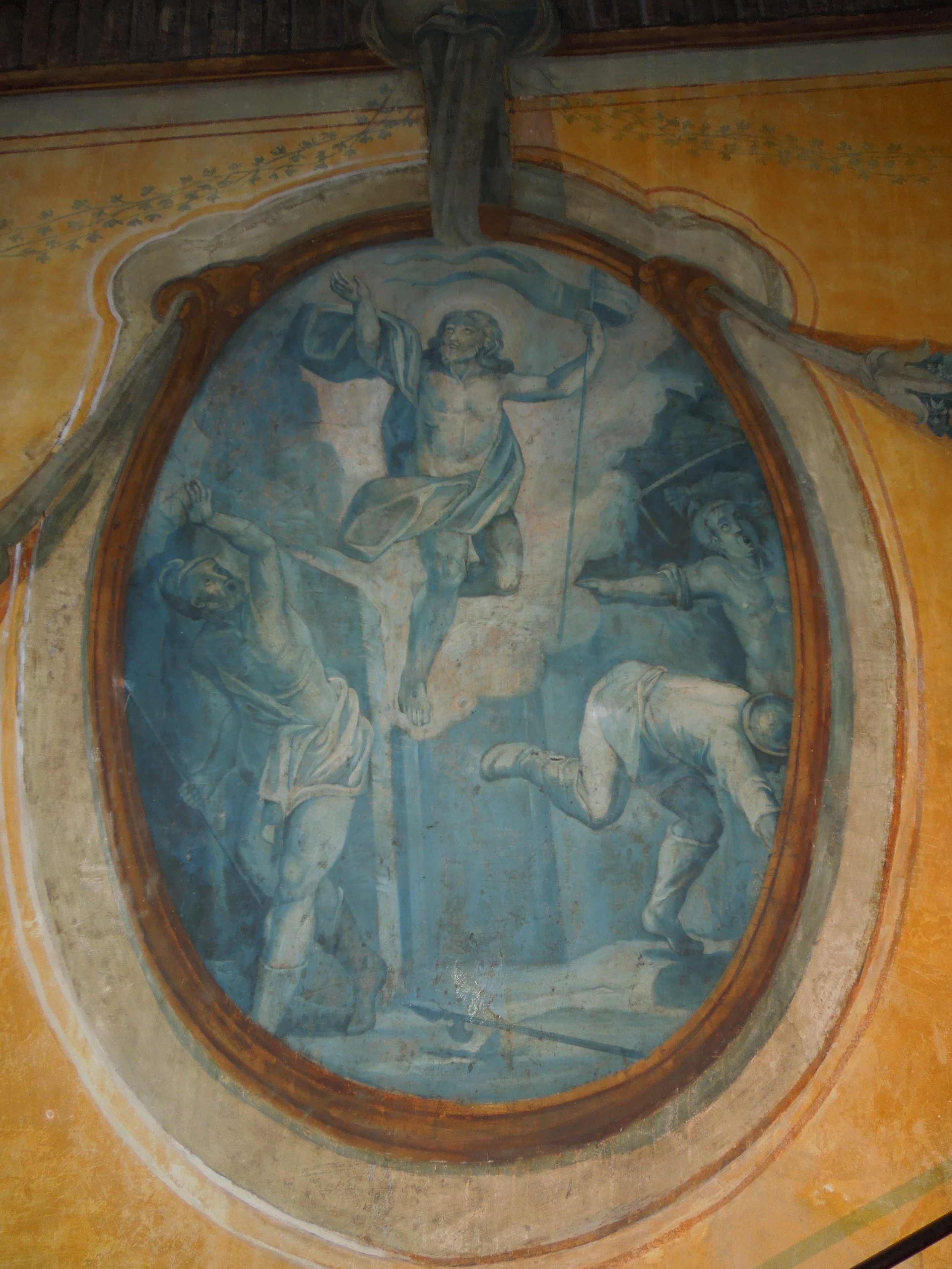
Medaglione dipinto della Resurrezione di Cristo
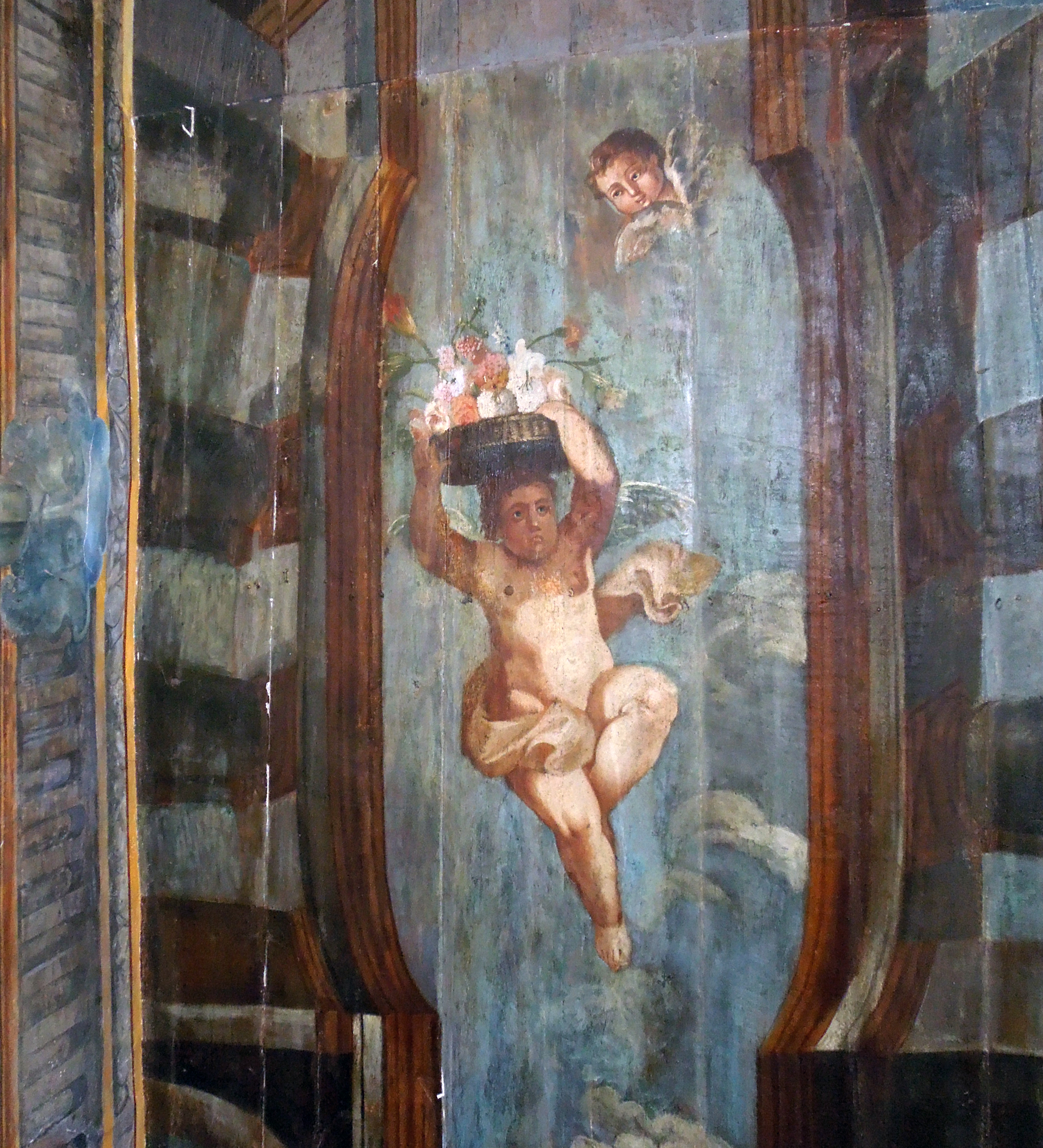
Angioletto del soffitto con cesto di fiori
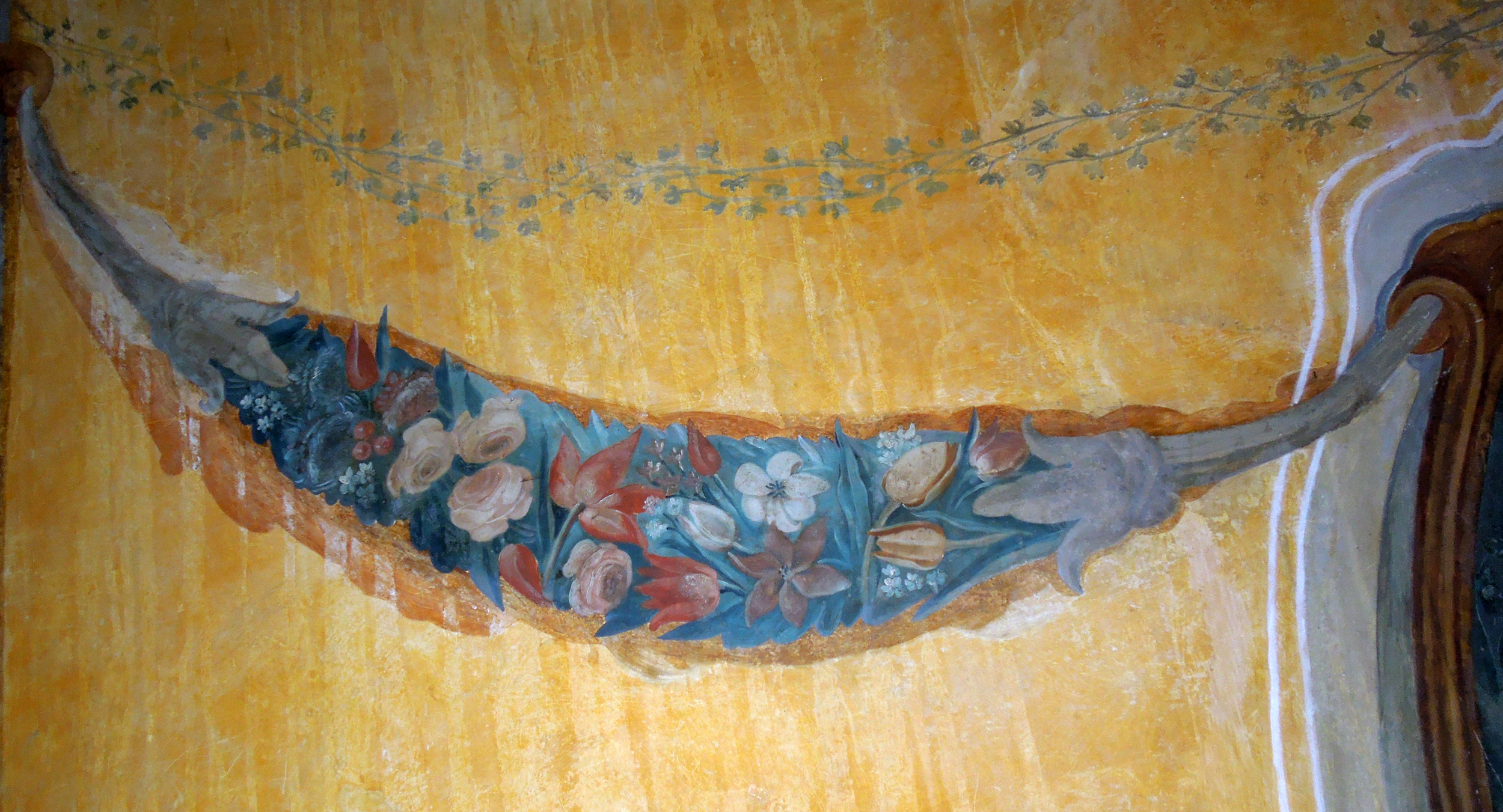
Festone